# Uhti
Uhti {Duits: Ucht) is een plaats in de Estlandse gemeente Kambja, provincie Tartumaa. De plaats heeft de status van dorp (Estisch: küla) en telt 319 inwoners (2021).
Het dorp lag tot in oktober 2017 in de gemeente Ülenurme. In die maand werd Ülenurme bij de gemeente Kambja gevoegd.
Uhti heeft een halte aan de spoorlijn Tartu - Petsjory.

## Geschiedenis
Uhti werd voor het eerst genoemd in 1299 onder de naam Huchten. De nederzetting lag op het terrein van het landgoed van Reola. De plaats waar ooit het landhuis van het landgoed heeft gestaan, ligt nu op het grondgebied van Uhti. Twee bijgebouwen van het landgoed zijn bewaard gebleven: de smidse en een herberg annex stal. De herberg wordt wel de Witte Herberg (Estisch: Valge kõrts) genoemd. Het bouwwerk dateert uit het midden van de 19e eeuw en is een beschermd monument. Het is in gebruik als kunststudio.

## Foto's

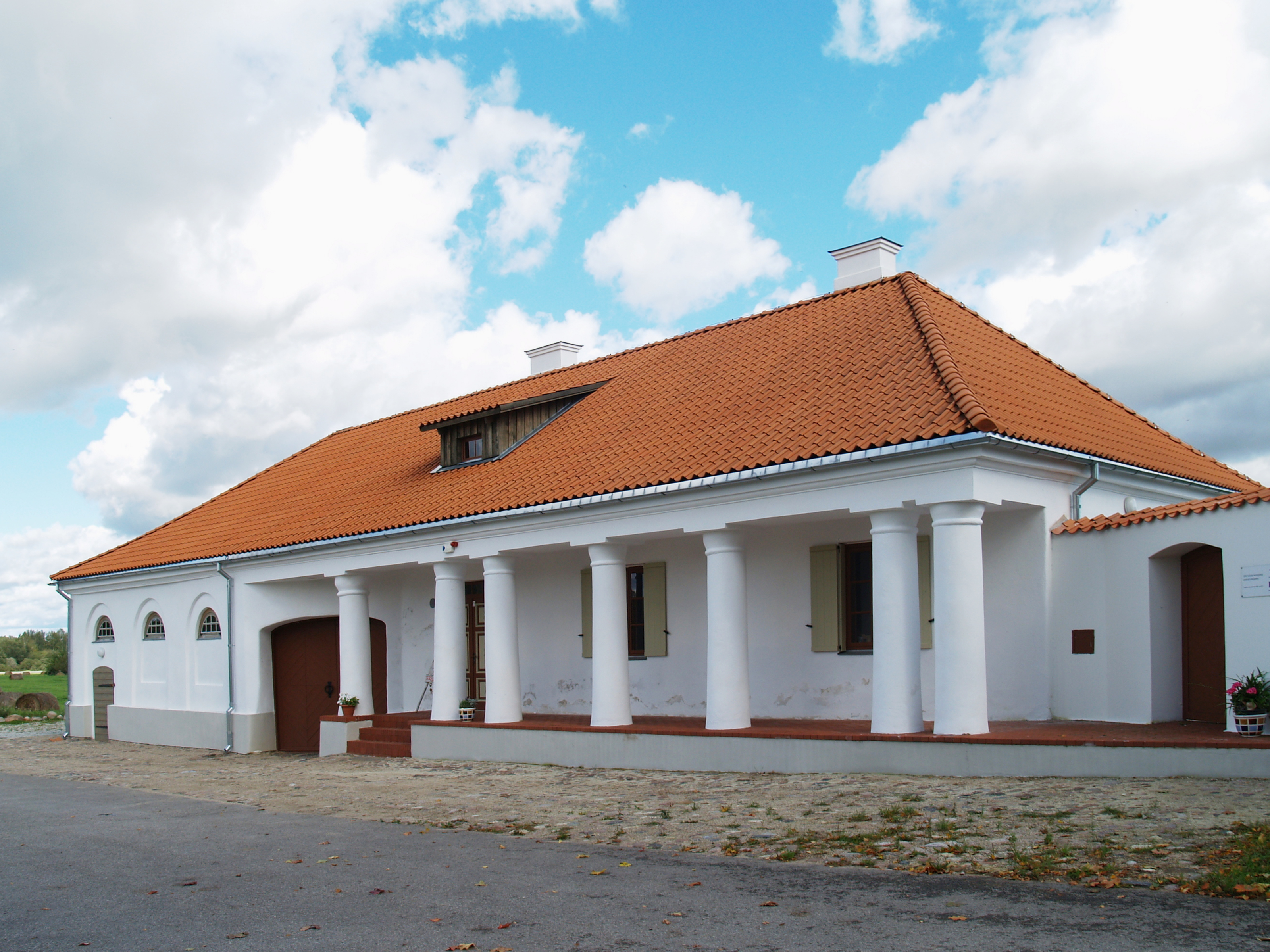
De Witte Herberg, voorzijde
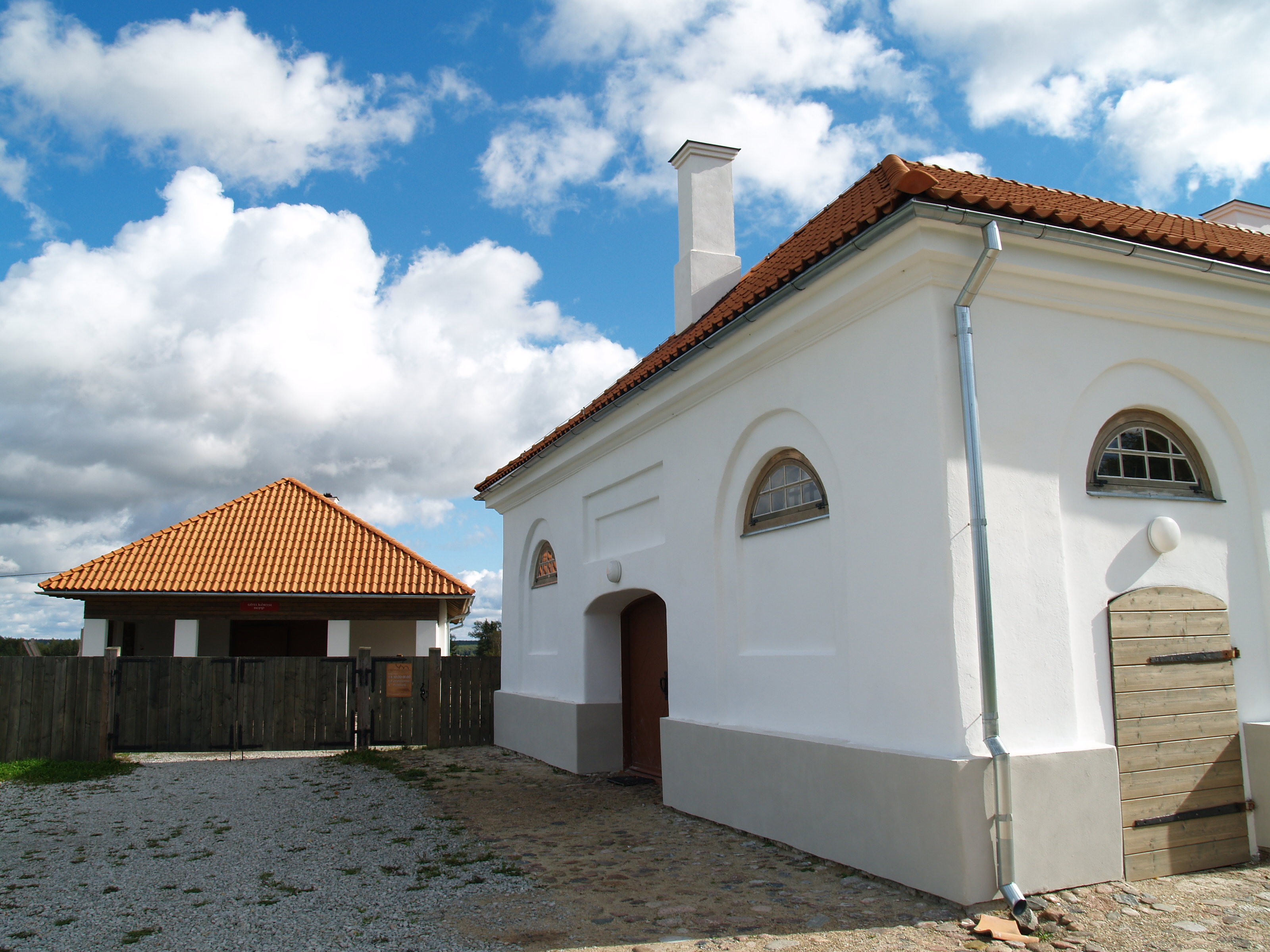
De Witte Herberg, zijkant. Op de achtergrond de smidse
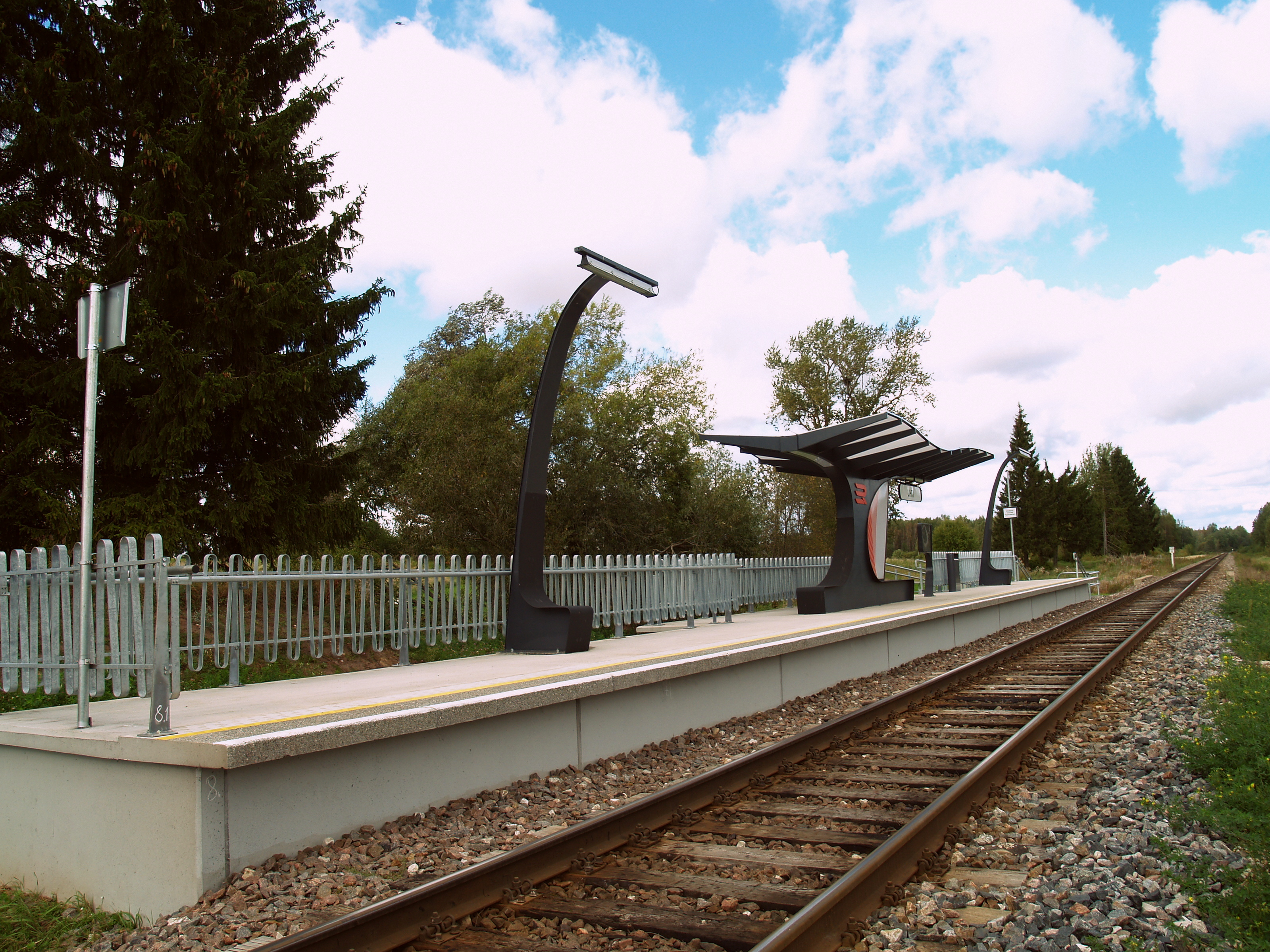
Treinhalte van Uhti
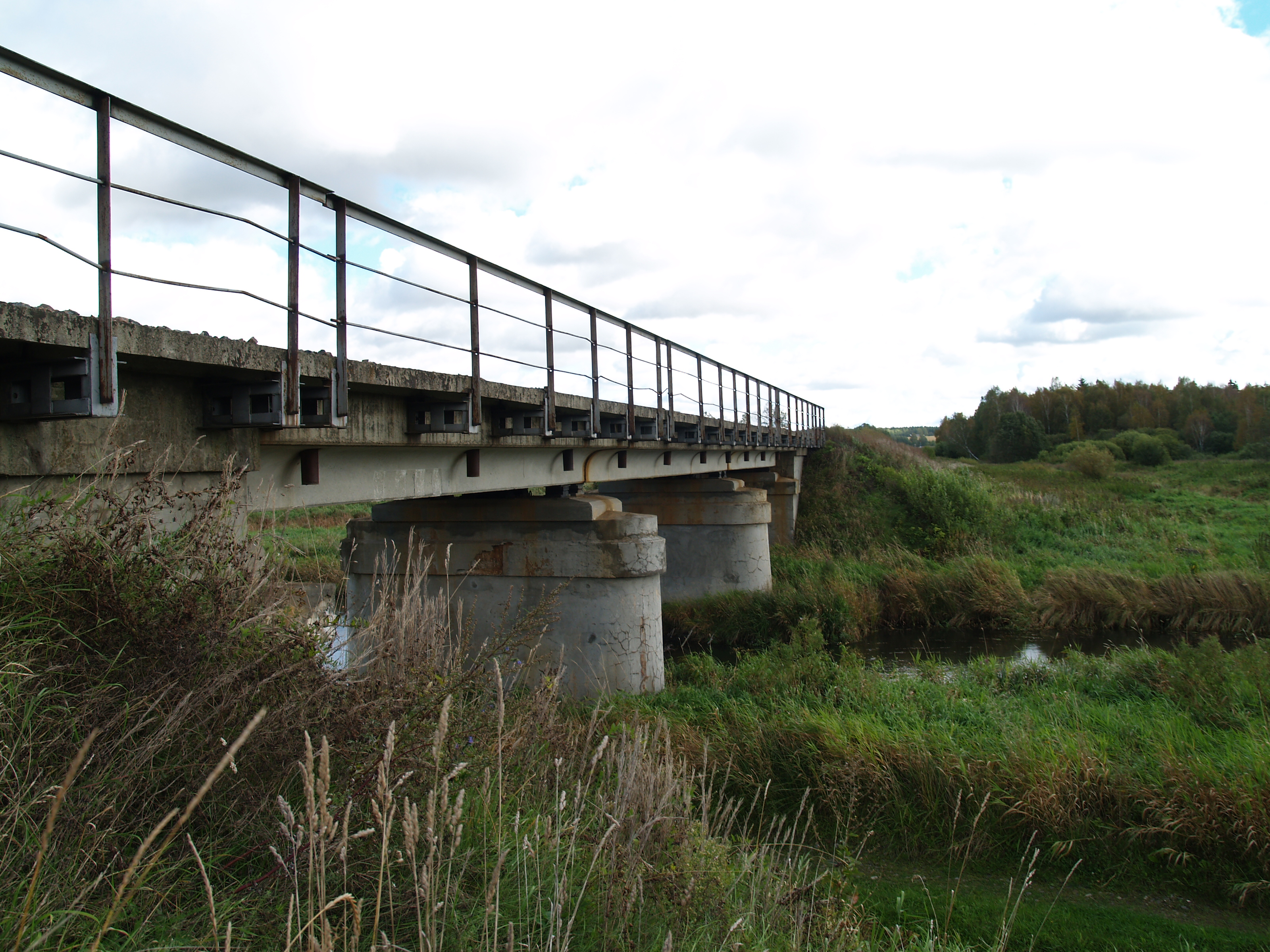
Spoorbrug bij Uhti
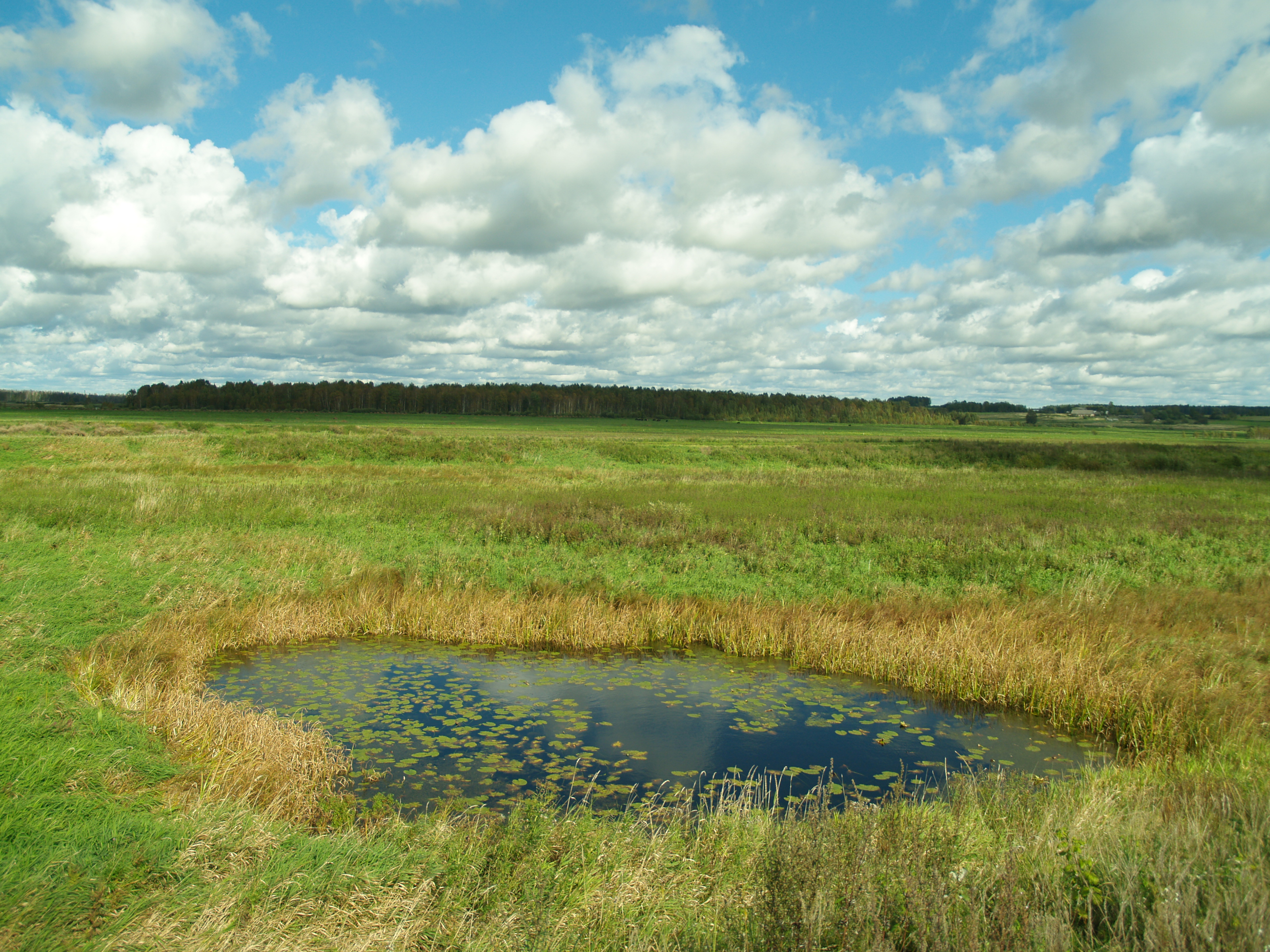
Landschap bij Uhti
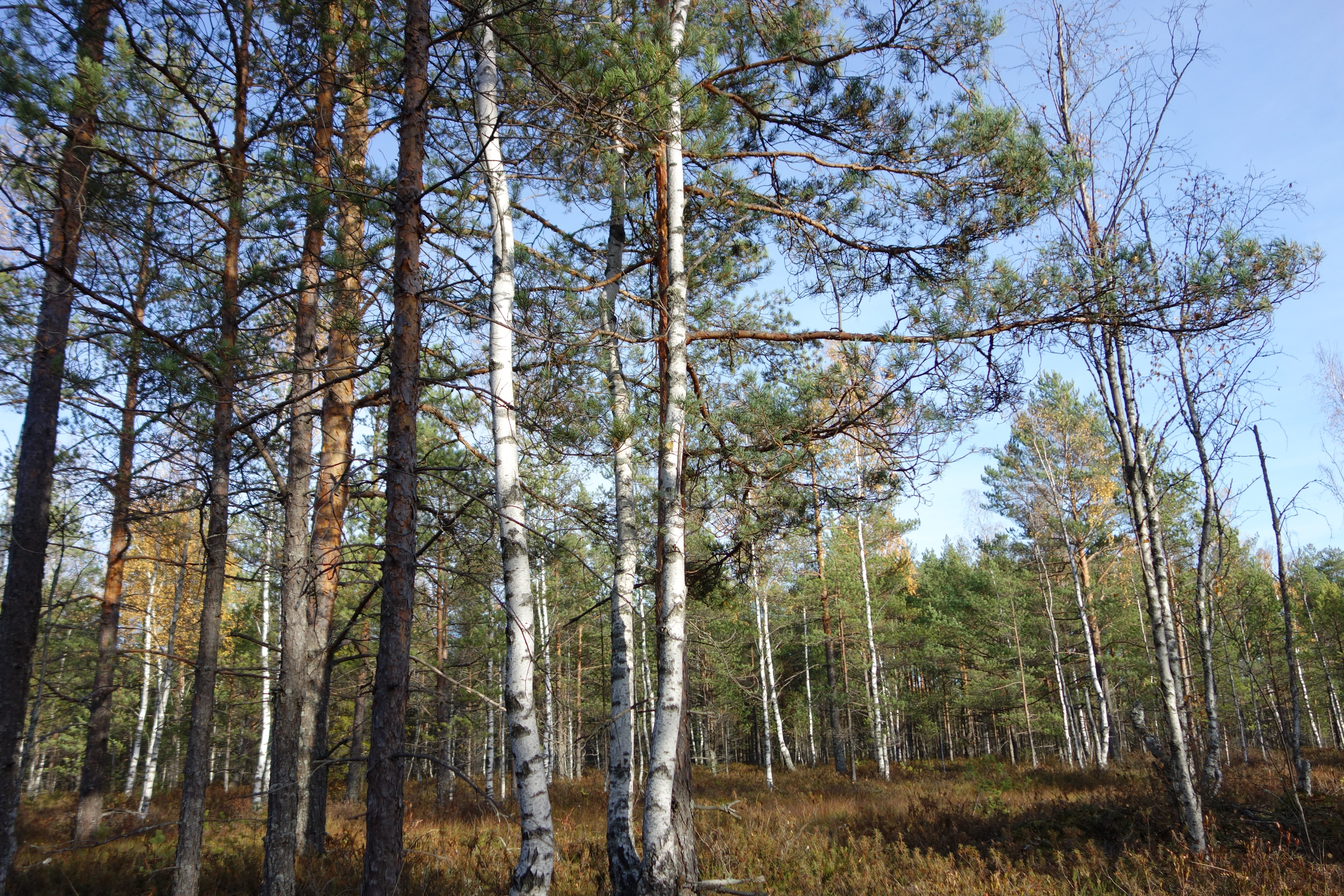
Moerasgebied bij Uhti